# Чи (мера длины)
Чи 尺 (chǐ) — традиционная китайская мера длины, распространившаяся в другие страны Восточной Азии. Составляет 1/10 чжана и в свою очередь состоит из 10 цуней; условно соответствует английскому футу.
Трудность использования чи в качестве единицы измерения заключается в том, что на протяжении трёх с лишним тысяч лет китайской истории её величина не оставалась неизменной:
- в эп. Чжоу (XII в. до н. э.—221 год до н. э.) — 22,5 см;
- Цинь (221—206 до н. э.), Западная Хань (205 до н. э.—8 н. э.) — 23,1 см;
- Восточная Хань (9—220 год) — 23,75 см;
- Вэй (221—265), Западная Цзинь (266—316) — 24,12 см;
- Восточная Цзинь (317—420) — 24,45 см;
- Южные и Северные Династии (421—580) — 29,51 см;
- Суй (581—618) — 29,60 см;
- Тан (619—906) — 30 см;
- Пять династий (907—960), Сун (961—1279) — 31 см;
- Юань (1280—1368), Мин (1369—1644), Цин (1645—1912) — 34 см;
- республиканский период — 33,33  см (как 1/3 часть метра).[2]